# Moe Greene
Morris "Moe" Greene er en fiktiv karakter, der optræder i Mario Puzos roman The Godfather (1969) og Francis Ford Coppolas film fra 1972. Begge Greenes karakterer og personligheder er baseret på Bugsy Siegel: hans forbindelser med mafiaen i Los Angeles, hans involvering i udviklingen af Las Vegas og hans flamboyante tendenser. Greene bliver spillet af Alex Rocco i filmen.